# Masson Range
Masson Range är en bergskedja i Antarktis. Den ligger i Östantarktis. Australien gör anspråk på området.